# Kennedy Town

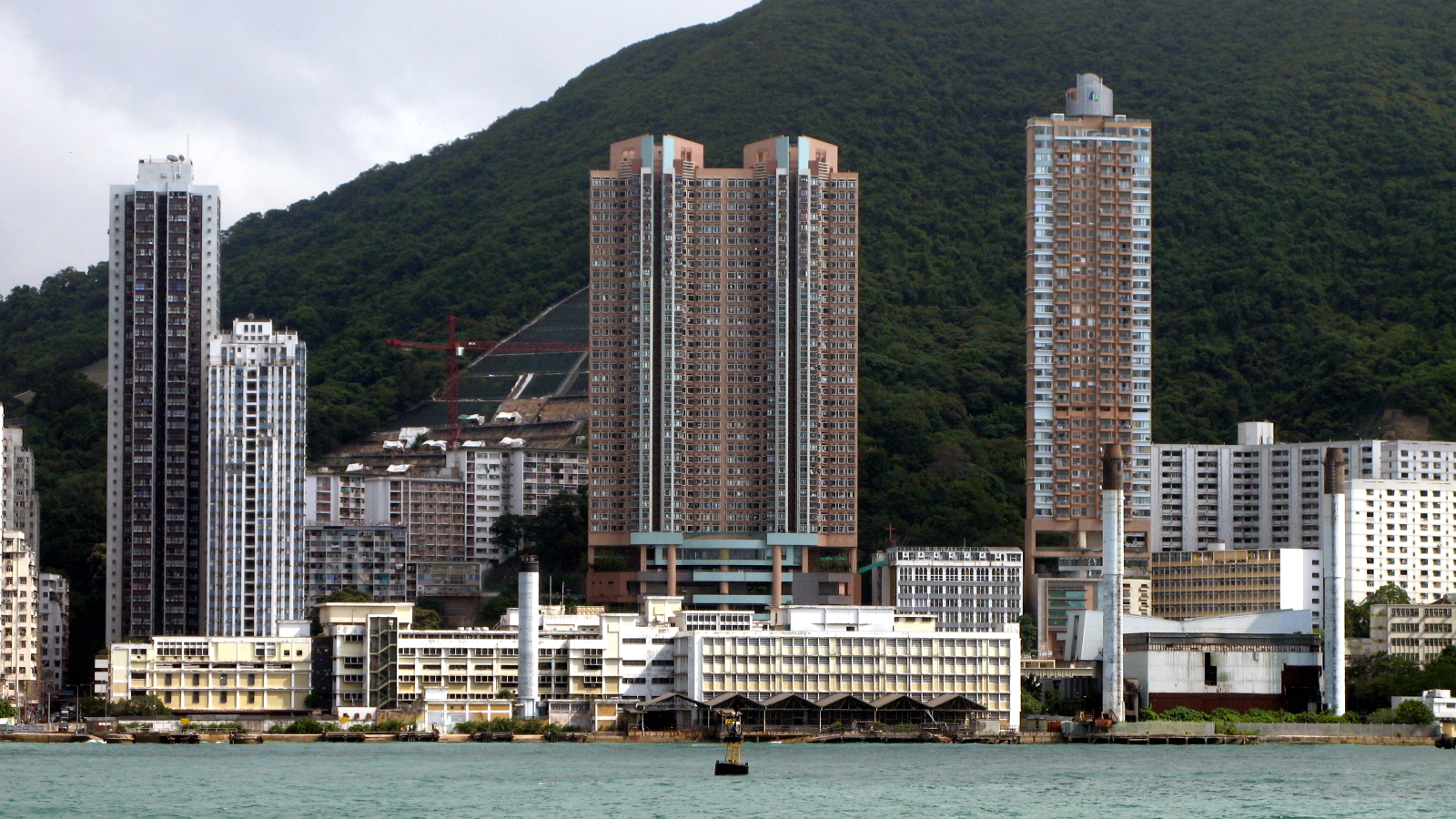
Kennedy Town (2007)

Kennedy Town (traditionelles chinesisch: 堅尼地城, vereinfachtes chinesisch: 坚尼地城, Jyutping:Gin1 nei4 dei6 seng4) ist ein Stadtteil des Western Districts in Hongkong. Er liegt am westlichen Ende von Sai Wan und wurde nach Arthur Edward Kennedy benannt, dem 7. Gouverneur von Hongkong von 1872–1877.
Aufgrund der Entfernung zu den großen Geschäftszentren und der langjährigen Unzugänglichkeit mit dem Zug war die Entwicklung des Stadtteils weniger dynamisch als in anderen Teilen der Stadt Hongkong. Doch seit das Streckennetz der MTR im Jahr 2014 in das Gebiet verlängert wurde, findet hier eine rasche Gentrifizierung statt, bei der viele ältere Unternehmen wie Kfz-Reparaturwerkstätten und Cha Chaan Tengs neuen Luxusimmobilien sowie gehobenen Bars und Restaurants Platz machen.
Kennedy Town nimmt den nordwestlichen Teil der Insel Hongkong ein. Es wird im Norden von der Belcher Bay des Victoria Harbour, im Westen vom Sulphur Channel, im Osten von Shek Tong Tsui und im Süden von Mount Davis und Lung Fu Shan begrenzt.

## Geographie
Historisch gesehen war die westliche Grenze des Bezirks gesetzlich als die westliche Grenze der Stadt Victoria festgelegt. Die Nachkriegsbebauung südlich der Grenze – Kennedy Town Service Reservoir Playground, Shun Hing College, Smithfield Garden, Mei Wah Mansion, Wah Fai House – und westlich der Grenze – Serene Court, The Sail at Victoria und Island West Transfer Station – werden jedoch weitgehend als Teil von Kennedy Town betrachtet.
Im Jahr 1886, als Arthur Edward Kennedy Gouverneur war, wurde entlang der Küste von Kennedy Town Land urbar gemacht. Es entstand ein schmaler Küstenstreifen, der den Kennedy Praya und das Küstengebiet von der Beach Street über die Collinson Street bis nach Shek Tong Tsui umfasste. Zwischen 1933 und 1939 wurde entlang der Küste von Kennedy Town weiteres Land gewonnen, doch wurden die Arbeiten vor der Schlacht um Hongkong im Jahr 1941 eingestellt. Weitere Landgewinnungsmaßnahmen wurden Ende des 20. Jahrhunderts durchgeführt.

## Geschichte
Kennedy Town ist der westliche Teil der historischen Victoria-City. Im Jahr 1903 errichtete die Regierung von Hongkong sieben Grenzsteine für die Stadt mit der Aufschrift „City Boundary 1903“. Einer davon befindet sich neben dem Kennedy Town Temporary Recreation Ground in der Sai Ning Street (西寧街).

## Wohnbebauung
Zwei der frühesten öffentlichen Wohnsiedlungen Hongkongs befinden sich in Kennedy Town: Sai Wan Estate, das 1958 fertiggestellt wurde, und Kwun Lung Lau, das 1967 gebaut wurde. Zu den neueren Luxuswohnsiedlungen gehören das 2005 fertiggestellte The Merton, eine private Hochhaussiedlung in dem Gebiet, sowie die im Jahr 2000 fertig gestellten Manhattan Heights. Insgesamt gibt es in dem Gebiet etwa 138 Siedlungen.
Nach der neuen MTR-Erweiterung besteht eine große Nachfrage nach neuen Grundstücken für potenzielle Immobilienprojekte im Bezirk. In einer Sitzung des Bezirksrats im März 2015, die sich mit der Entwicklung von West Kennedy Town befasste, fand der vorgeschlagene Umwidmungsplan allgemeine Unterstützung. Im Rahmen des Projekts sollen etwa 3.000 öffentliche und private Wohneinheiten entstehen. Was das seit langem diskutierte Sanierungsprojekt für die ein halbes Jahrhundert alten Gebäude des Viertels angeht, so hat die Wohnungsbaubehörde zugegeben, dass sie keine Pläne hat, es zu verwirklichen, nachdem sie die Kosten und Auswirkungen des Wiederaufbaus und der Verlagerung in Betracht gezogen hat, was die Belastung des öffentlichen Wohnraums vorhersehbar erhöhen würde.

## Historische Gebäude
Zu den historischen Gebäuden und Orten in Kennedy Town gehören:
Lo Pan Temple, ein historisches Tempel
Elliot Pumping Station & Filters Senior Staff Quarters, No. 77 Pok Fu Lam Road, ein historisches Gebäude der Kategorie II
Elliot Pumping Station & Filters Workmen's Quarters, ein historisches Gebäude der Kategorie III
Elliot Pumping Station & Filters, Treatment Works Building, ein historisches Gebäude der Kategorie III
Ex-Western Fire Station, Nr. 12 Belcher's Street, ein historisches Gebäude der Klasse III. Umgewandelt in das Po Leung Kuk Chan Au Big Yan-Altersheim.